# Заозёрная школа
Заозёрная школа (также: «Заозёрная школа поэзии») — творческое андеграундное поэтическое объединение поэтов Юга России (Ростов-на-Дону, «Танаис»).

## История Заозёрной школы
Заозёрная школа поэзии была создана поэтической группой в составе:
- Геннадий Жуков,
- Владимир Ершов,
- Игорь Бондаревский,
- Виталий Калашников,
- Александр Брунько,
- Анвар Исмагилов

Становление происходило на базе археологического заповедника «Танаис»:
Так называемая «Заозёрная школа поэзии» была основана в Ростове-на-Дону в самом начале восьмидесятых годов прошлого века… Возникла она не как кружок заговорщиков, ниспровергателей или нонконформистов — сам факт её существования являлся отрицанием тоталитарной литературы, пускай и в отдельно взятом регионе. Поэтов, образовавших эту общность, объединял не стиль, не манера, не приверженность к каким-то общим ценностям и идеалам, и даже не близость мировоззренческих позиций — скорее всего, это было узнаванием по дыханию, по долгому пристальному взгляду, по красноречивому молчанию. Подобное притягивается подобным.

Если бы не «Танаис», куда их в восьмидесятом пригласил тогдашний директор Валерий Чеснок, то эта тусовка «отщепенцев» никогда, может быть, и не была бы признана как некое литературное явление. Они бы так навсегда и остались компанией городских эстетствующих стихотворцев, собирающихся по забитым книгами квартиркам, мастерским художников и, как мятежные гладиаторы, под трибунами стадиона «ТРУД». Но … они очнулись «среди тихих рек, поросших камышовой гривой», в дельте Дона. Здесь, среди руин античной фактории, на задворках империи, «в глухой провинции у моря», их полушутя, полупрезрительно обозвал «Заозерной школой» какой-то, ныне забытый, «рабочий поэт» на вечернем построении «донской литературной роты», как когда-то назвал Ростовское отделение союза советских писателей Михаил Шолохов.

Прозвище неожиданно прижилось. Оно начало жить своей, непредсказуемой и таинственной, жизнью и стало своеобразным брендом универсального экологического андеграунда Юга России. Тяга к ремёслам, бодрящая смесь эпикурейства и аскетизма, любовь и ревность, подённая монастырская работа под палящим киммерийским солнцем и дионисийские ночи у языческих костров — всё это подпитывало капризную городскую музу, с трудом привыкавшую к грубым одеждам и экспедиционной кулинарии.

…

Вот так, с годами, «Заозёрная школа» и археологический музей «Танаис» стали синонимами. И, как синонимы, они высечены на скрижалях российской контркультуры, упорно не замечаемые штатными литературоведами и критиками, которые в угоду конъюнктурному эстетству и заумной псевдоинтеллигентской вкусовщине пестуют и подсаживают невесть откуда взявшихся литературных выкидышей и отморозков. Остался проигнорированным ими и коллективный сборник «Ростовское время», изданный Ростиздатом в 1990 году. Это была первая и единственная попытка антологизировать южнороссийский поэтический андеграунд.
16 мая 2015 года на сцене Ростовского областного академического молодёжного театра был показан моноспектакль Ивана Карпова «Сны Танаиса» по стихам поэтов «Заозёрной школы» Геннадия Жукова и Виталия Калашникова.

## Участники
| - Юрий Лорес - Дмитрий Коваленко - Инна Китасова - Анна Бражкина | - Катерина Гонзалес-Гальего - Алексей Бурцев - Владимир Растопчинко - Сергей Битюцкий |

### Галерея

Александр Брунько

.

### Творчество
В 1990 г. в Ростиздате был выпущен единственный на сегодняшний день сборник поэзии «заозёрцев» «Ростовское время», одной из первых попыток создания антологии поэзии южно-российского андеграунда.
- Владимир Данилович Ершов публиковал стихи[3] (в том числе поэтический сборник «Капля света»[3]) в сборнике «Ростовское время», журналах «Дон», «Южная звезда» и других изданиях.
- В 2021 году в Ростове-на-Дону в ростовском издательстве «Омега Принт» в рамках совместного проекта с Ростовской областной специальной библиотекой для слепых вышла книга «Случайные тайны», куда вошли стихи поэтов «заозерной школы» Виталия Калашникова, Игоря Бондаревского и Бориса Режабек. Помимо книги, проиллюстрированной ростовскими художниками Оксаной Бегма и Максимом Ильиновым, а также юными участниками студий изобразительного искусства «Умелые ручки» и «Вдохновение» ростовского Дворца творчества детей и молодёжи., вышла аудиоверсия. В виде аудиокниги для слабовидящих и незрячих читателей сборник вышел в рамках программы «Особый ребенок». В аудиоверсию кроме стихов включены песни композитора Александра Лазарева на стихи известных детских поэтов: Самуила Маршака, Сергея Михалкова, Даниила Хармса и других. Песни исполнили солисты вокального эстрадного ансамбля «Бриз», а стихи читали участники театра-студии «Солнечный ветер»[5].